# Saxifraga erectisepala
Saxifraga erectisepala är en stenbräckeväxtart som beskrevs av J.T. Pan. Saxifraga erectisepala ingår i Bräckesläktet som ingår i familjen stenbräckeväxter. Inga underarter finns listade i Catalogue of Life.